# Епідемія Ніпа-вірусної хвороби в індійському штаті Керала в 2018 році
Епідемія Ніпа-вірусної хвороби в індійському штаті Керала в 2018 році (англ. 2018 Nipah virus outbreak in Kerala) — епідемія, яку спричинив вірус Ніпа у 2018 році в одному із штатів Індії — Керала. Вона була зосереджена в двох районах штату — Кожікоде і Малаппурам. Унесла 17 життів.
Епідемія оголошена 10 червня 2018 року. Вона була третьою епідемією хвороби, яку спричинив вірус Ніпа, в Індії, попередні відбулися у 2001 та 2007 роках.

## Перебіг епідемії
Перший випадок зареєстрований у відділенні лікарні в Перамбрі в районі Кожікоде 2 травня 2018 року. Цей пацієнт згодом був госпіталізований до Урядового медичного коледжу Кожікоде для подальшого лікування. У нього було знайдено вірус Ніпа. Пізніше його брат був госпіталізований до лікарні Меморіалу дитини там же з підозрою на вірусний енцефаліт. Команда лікарів у цій лікарні запідозрила Ніпа-вірусну інфекцію, оскільки симптоми були подібні до симптомів його брата, який на той час помер. Зразки були перевірені в Інституті вірусології Маніпал, де це було підтверджено як випадок Ніпа-вірусної інфекції. Зразки також були підтверджені в Національному інституті вірусології.
Перший пацієнт передав збудника 16 людям у лікарні медичного коледжу. Пізніше ще двоє були інфіковані, збільшивши загальну кількість інфікованих до 18. За перший тиждень було 10 смертей, включаючи медсестру Ліні Путхуссері, яка доглядала першого пацієнта д встановлення діагнозу . Спалах, що розпочався в районі Кожікоде, пізніше поширився на сусідній район Малаппурам. Два підозрювані випадки були виявлені в Мангалорі 23 травня 2018 року.
Понад 2000 людей у районах Кожікоде та Малаппурам перебували на карантині під наглядом під час епідемії.
Для лікування хвороби було імпортовано з Австралії людське моноклональне антитіло М 102.4, клінічні випробування якого ще тривають. Епідемія призвела до відродження групи досліджень вірусу Ніпа Всесвітньої організації охорони здоров'я («Nipah Drug Trials Group»).
Наявність вірусу Ніпа у пацієнтів було підтверджено за допомогою тестів полімеразної ланцюгової реакції, проведених у Інституті вірусології Маніпал та Національному інституті вірусології, Пуна.
23 травня 2018 року Департамент охорони здоров'я Керали видав рекомендацію щодо подорожей, у якій просив мандрівників до північних районів Керали бути особливо обережними. Того ж дня штат Керала звернувся за медичною допомогою до Департаменту охорони здоров'я Малайзії щодо лікування хвороби. 25 травня 2018 року інформацію про епідемію розміщено у новинах ВООЗ. Того ж дня Міністерство охорони здоров'я та профілактики Об'єднаних Арабських Еміратів порадило відкласти непотрібні поїздки до Керали й уникати фруктів та овочів звідти, поки ситуація не буде під контролем.
1 червня 2018 року єпархія Тамарассері на півночі штату Керала закликала церкви припинити причастя, відкласти релігійні заняття та уникати весіль, сімейних зустрічей і непотрібних подорожей, поки не закінчиться поширення вірусу.
Хоча перші дослідження не виявили вірус Ніпа у кажанів, подальші довели, що джерелом вірусу були плодові кажани в цьому районі.
30 травня 2018 року розпочалося будівництво Інституту невідкладної вірусології у штаті Керала, який був заснований у відповідь на епідемію.
Три роки по тому, 5 вересня 2021 року, 12-річний хлопчик помер від Ніпа-вірусної хвороби в Пажурі, Кожікоде.

## Визнання людей, які брали участь в ліквідації епідемії
Ліні Путхуссері, 28-річну медсестру в лікарні «Перамбра Талук», яка стала жертвою хвороби, визнали в соціальних мережах і медичній спільноті як героя за її жертовність. Записка, яку вона написала перед смертю на адресу свого чоловіка Саджіша, була широко поширена в соціальних мережах. Профспілка працівників Урядового лікарняного штату Керали заснувала нагороду на її честь, що вручається видатній особі в медичній галузі. Нагорода «Найкраща медсестра на державній службі» також була заснована в пам'ять про Путхуссері.
Уряд штату Керала надав 61 людям винагороди за їхні зусилля у боротьбі з цією епідемією: 4 доцентам, 19 медсестрам, 7 помічникам медсестер, 17 прибиральникам, 4 медичним працівникам лікарні, 2 інспекторам охорони здоров'я, 4 працівникам охорони лікарні, 1 сантехніку та 3 лаборантам. Дванадцять молодих мешканців штату та два пенсіонери також були нагороджені золотими медалями по одному соверену кожна.

## У культурі
Фільм «Вірус» (Virus), індійський медичний трилер 2019 року, випущений 7 червня 2019 року, заснований на цій епідемії 2018 року.